# Костенец морковнолистный
Костене́ц морковноли́стный, или живородя́щий (лат. Asplénium daucifólium) — многолетнее растение, папоротник, вид рода Костенец семейства Костенцовые. Родина растения — остров Мадагаскар и Маскаренские острова.
Младший омоним — Asplenium viviparum (L.f.) C.Presl, 1836

## Морфология
Листья (вайи) короткочерешковые, длиной 40—60 см. Сегменты узкие, линейные, длиной 0,5—1 см, шириной 1 мм.
Сорусы расположены по краю сегментов. На верхней стороне листьев развиваются выводковые почки. Упав на землю, они укореняются.